# WNBA Peak Performers
Les trophées Women's National Basketball Association Peak Performer sont décernés chaque année aux joueuses WNBA qui terminent en tête des meilleures marqueuses, rebondeuses et passeuses de la ligue. Ils sont remis depuis la saison inaugurale en 1997, mais les catégories ont évolué.

## Peak Performers
| Année | Conférence Est Shooting Champion | Équipe             | Conférence Ouest Shooting Champion | Équipe                | Ref. |
| ----- | -------------------------------- | ------------------ | ---------------------------------- | --------------------- | ---- |
| 1997  | Andrea Congreaves                | Sting de Charlotte | Zheng Haixia                       | Sparks de Los Angeles |      |

| Année | Pourcentage de réussite aux tirs | Équipe                | Pourcentage de réussite aux lancer francs | Équipe               | Ref. |
| ----- | -------------------------------- | --------------------- | ----------------------------------------- | -------------------- | ---- |
| 1998  | Isabelle Fijalkowski             | Rockers de Cleveland  | Sandy Brondello                           | Shock de Détroit     |      |
| 1999  | Murriel Page                     | Mystics de Washington | Eva Němcová                               | Rockers de Cleveland |      |
| 2000  | Murriel Page (2)                 | Mystics de Washington | Jennifer Azzi                             | Starzz de l'Utah     |      |
| 2001  | Latasha Byears                   | Sparks de Los Angeles | Elena Baranova                            | Sol de Miami         |      |

| Année | Points             | Équipe                | Rebonds                | Équipe                | Ref. |
| ----- | ------------------ | --------------------- | ---------------------- | --------------------- | ---- |
| 2002  | Chamique Holdsclaw | Mystics de Washington | Chamique Holdsclaw     | Mystics de Washington |      |
| 2003  | Lauren Jackson     | Storm de Seattle      | Chamique Holdsclaw (2) | Mystics de Washington |      |
| 2004  | Lauren Jackson (2) | Storm de Seattle      | Lisa Leslie            | Sparks de Los Angeles |      |
| 2005  | Sheryl Swoopes     | Comets de Houston     | Cheryl Ford            | Shock de Détroit      |      |
| 2006  | Diana Taurasi      | Mercury de Phoenix    | Cheryl Ford (2)        | Shock de Détroit      |      |

| Année | Points               | Équipe                | Rebonds            | Équipe                | Passes décisives         | Équipe                      | Ref.   |
| ----- | -------------------- | --------------------- | ------------------ | --------------------- | ------------------------ | --------------------------- | ------ |
| 2007  | Lauren Jackson (3)   | Storm de Seattle      | Lauren Jackson     | Storm de Seattle      | Becky Hammon             | Silver Stars de San Antonio |        |
| 2008  | Diana Taurasi (2)    | Mercury de Phoenix    | Candace Parker     | Sparks de Los Angeles | Lindsay Whalen           | Sun du Connecticut          | [ 1 ]  |
| 2009  | Diana Taurasi (3)    | Mercury de Phoenix    | Candace Parker (2) | Sparks de Los Angeles | Sue Bird                 | Storm de Seattle            |        |
| 2010  | Diana Taurasi (4)    | Mercury de Phoenix    | Tina Charles       | Sun du Connecticut    | Ticha Penicheiro         | Sparks de Los Angeles       |        |
| 2011  | Diana Taurasi (5)    | Mercury de Phoenix    | Tina Charles (2)   | Sun du Connecticut    | Lindsay Whalen (2)       | Lynx du Minnesota           |        |
| 2012  | Angel McCoughtry     | Dream d'Atlanta       | Tina Charles (3)   | Sun du Connecticut    | Lindsay Whalen (3)       | Lynx du Minnesota           |        |
| 2013  | Angel McCoughtry (2) | Dream d'Atlanta       | Sylvia Fowles      | Sky de Chicago        | Danielle Robinson        | Silver Stars de San Antonio |        |
| 2014  | Maya Moore           | Lynx du Minnesota     | Courtney Paris     | Shock de Tulsa        | Diana Taurasi            | Mercury de Phoenix          | .      |
| 2015  | Elena Delle Donne    | Sky de Chicago        | Courtney Paris (2) | Shock de Tulsa        | Courtney Vandersloot     | Sky de Chicago              | [ 3 ]  |
| 2016  | Tina Charles         | Liberty de New York   | Tina Charles (4)   | Liberty de New York   | Sue Bird (2)             | Storm de Seattle            | [ 4 ]  |
| 2017  | Brittney Griner      | Mercury de Phoenix    | Jonquel Jones      | Sun du Connecticut    | Courtney Vandersloot (2) | Sky de Chicago              | [ 5 ]  |
| 2018  | Liz Cambage          | Wings de Dallas       | Sylvia Fowles (2)  | Lynx du Minnesota     | Courtney Vandersloot (3) | Sky de Chicago              | [ 6 ]  |
| 2019  | Brittney Griner (2)  | Mercury de Phoenix    | Jonquel Jones (2)  | Sun du Connecticut    | Courtney Vandersloot (4) | Sky de Chicago              | [ 7 ]  |
| 2020  | Arike Ogunbowale     | Wings de Dallas       | Candace Parker (3) | Sparks de Los Angeles | Courtney Vandersloot (5) | Sky de Chicago              | [ 8 ]  |
| 2021  | Tina Charles (2)     | Mystics de Washington | Jonquel Jones (3)  | Sun du Connecticut    | Courtney Vandersloot (6) | Sky de Chicago              | [ 9 ]  |
| 2022  | Breanna Stewart      | Storm de Seattle      | Sylvia Fowles (3)  | Lynx du Minnesota     | Natasha Cloud            | Mystics de Washington       | [ 10 ] |
| 2023  | Jewell Loyd          | Storm de Seattle      | Alyssa Thomas      | Sun du Connecticut    | Courtney Vandersloot (7) | Liberty de New York         |        |
| 2024  | A'ja Wilson          | Aces de Las Vegas     | Angel Reese        | Sky de Chicago        | Caitlin Clark            | Fever de l'Indiana          |        |

- En 1997, les trophées Peak Performers sont décernés aux "shooting champions" de chaque conférence.
- De 1998 à 2002, les trophées Peak Performers sont décernés aux joueuses ayant le meilleur pourcentage de réussite aux tirs et aux lancer-francs.
- En 2007, la WNBA ajoute la meilleure passeuse de la ligue aux trophées des Peak Performers.
- En 2016, Tina Charles ne devance que de très peu la lauréate sortante (21,5 points contre 21,46) à la marque et remporte également — et pour la quatrième fois — le titre de meilleure rebondeuse (9,9), rejoignant ainsi les doublés réussis précédemment par Chamique Holdsclaw et Lauren Jackson en 2002 et 2007[4]. Après 2005 et 2009, Sue Bird est meilleure passeuse de la ligue pour la troisième fois de sa carrière[4].